# Painzela
Painzela is een plaats (freguesia) in de Portugese gemeente Cabeceiras de Basto en telt 927 inwoners (2001).